# Liste spezieller Polynome
Die folgenden Polynome sind in verschiedenen Teilbereichen der Mathematik von besonderer Bedeutung.
| - Alexander-Polynom (Knotentheorie) - Bell-Polynom - Bernoulli-Polynom - Bernstein-Polynom (Numerik) - Bernstein-Sato-Polynom - charakteristisches Polynom (Lineare Algebra) - chromatisches Polynom (Graphentheorie) - Ehrhart-Polynom - Eisenstein-Polynom (Algebra) - elementarsymmetrisches Polynom - Faber Polynom - Fejér-Polynome (trigonometrisches Polynom) - Fibonacci-Polynom - Gegenbauer-Polynom (Analysis) - Hahn-Polynom - Hermitesches Polynom (Physik) - Hilbert-Samuel-Polynom - HOMFLY-Polynom (Knotentheorie) - homogenes Polynom - Hurwitz-Polynom - irreduzible Polynome (Algebra, Zahlentheorie) - Jacobi-Polynom - Jones-Polynom (Knotentheorie) - Kauffman-Polynom (Knotentheorie) - Kazhdan-Lusztig-Polynom | - Kreisteilungspolynom (Algebra) - Lagrange-Polynom (Numerik) - Laguerre-Polynome - Laurent-Polynom (Analysis, Verallgemeinerung) - Legendre-Polynom - Macdonald-Polynome - Minimalpolynom (Algebra) - Minimalpolynom (Lineare Algebra) - Monom - Newton-Polynom (Numerik) - Nichtkommutatives Polynom (Verallgemeinerung) - orthogonale Polynome - Primitives Polynom (Algebra) - Reziprokes Polynom (Algebra) - Schur-Polynom - Sobolevsche orthogonale Polynome - symmetrisches Polynom - Taylor-Polynom (Analysis) - Touchard-Polynom - trigonometrisches Polynom (Analysis) - Tschebischeff-Polynom - Tutte-Polynom (Matroidtheorie) - Unimodales Polynom - Weierstraß-Polynom (Funktionentheorie) - Wilkinson-Polynom - Zernike-Polynom (Geometrische Optik) |